# William Hendricks

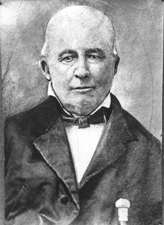
William Hendricks

William Hendricks (* 12. November 1782 im Westmoreland County, Pennsylvania; † 16. Mai 1850 in Madison, Indiana) war ein US-amerikanischer Politiker und zwischen 1822 und 1825 der dritte Gouverneur von Indiana. Diesen Bundesstaat vertrat er außerdem in beiden Kammern des Kongresses.

## Frühe Jahre und politischer Aufstieg
William Hendricks besuchte die örtlichen Schulen seiner Heimat und danach bis 1810 das Jefferson College in Washington. Danach zog er nach Cincinnati (Ohio), wo er Jura studierte und nebenher als Lehrer tätig war. Nach seinem Examen und der Zulassung als Anwalt zog er im Jahr 1812 nach Madison im Indiana-Territorium. Dort wurde er als Anwalt tätig. Gleichzeitig gab er eine der ersten Zeitungen in diesem Gebiet heraus. Dadurch wurde er bald so bekannt, dass er eine politische Laufbahn einschlagen konnte. Hendricks politischer Aufstieg begann im Jahr 1813 mit seiner Wahl in das territoriale Parlament, dessen Sekretariat er übernahm. Kurz darauf wurde er sogar Präsident (Speaker) dieses Gremiums. Außerdem wurde er Drucker offizieller Staatspapiere, Staatsanwalt in mehreren Countys und United States Attorney Indianas. Im Jahr 1816 war er als Sekretär auf der verfassungsgebenden Versammlung von Indiana. Dann wurde er als erster Abgeordneter des neuen Staates ins US-Repräsentantenhaus in Washington, D.C. gewählt. Dort verblieb er von 1816 bis 1822.

## Gouverneur und US-Senator
Am 5. August 1822 wurde Hendricks als Kandidat der Demokratisch-Republikanischen Partei zum neuen Gouverneur von Indiana gewählt. Er trat sein neues Amt am 5. Dezember 1822 an. In seiner Amtszeit setzte er sich für den Auf- und Ausbau des Bildungssystems in seinem Staat ein. Damals wurde auch die Hauptstadt Indianas von Corydon nach Indianapolis verlegt. Die Entscheidung zu diesem Schritt war allerdings bereits einige Jahre zuvor unter Gouverneur Jonathan Jennings getroffen worden. Damals stieg die Einwohnerzahl Indianas durch viele Neueinwanderer stark an.
Im Jahr 1824 wurde Hendricks in den US-Senat gewählt. Aus diesem Grund trat er am 12. Februar 1825 als Gouverneur zurück. Zwischen 1825 und 1837 gehörte er nun als Nationalrepublikaner dieser Parlamentskammer an; dort war er Vorsitzender des Ausschusses zum Ausbau der Straßen und Kanäle in den Vereinigten Staaten. Während seiner gesamten Zeit im Kongress verfasste er jährlich Rundschreiben für seine Wähler, in denen er zumeist über den Gesetzgebungsprozess berichtete und seine persönlichen Ansichten diesbezüglich offenbarte. Nachdem er 1836 nicht bestätigt worden war, zog sich Hendricks in seinen Heimatort Madison zurück und wurde wieder als Rechtsanwalt tätig. Zwischen 1829 und 1840 war er noch Kurator der Indiana University in Bloomington. William Hendricks starb im Jahr 1850 und wurde in Madison beigesetzt. Er war mit Ann Parker Paul verheiratet, mit der er neun Kinder hatte. Sein Neffe Thomas A. Hendricks sollte ebenfalls Gouverneur von Indiana und US-Senator sowie schließlich Vizepräsident der Vereinigten Staaten werden.
Nach ihm ist Hendricks County in Indiana benannt.